# Мухаррем Кьосе
Мухаррем Кьосе (тур. Muharrem Köse) — колишній офіцер Збройних сил Туреччини, полковник у відставці. Ймовірний лідер Ради миру Туреччини — військової хунти, яка здійснила 15 липня 2016 року спробу військового перевороту.
За інформацією державного інформагентства «Анадолу», саме Кьосе, з найбільшою ймовірністю, був лідером військових, які виступили проти президента Реджепа Ердогана. У минулому він підозрювався в зв'язках з рухом Хізмет, через що в березні 2016 року був звільнений з лав Збройних сил, де обіймав посаду юридичного радника Генштабу.
16 липня 2016 року турецькі ЗМІ назвали імена ще трьох передбачуваних лідерів бунтівників, які діяли під керівництвом Косе — полковника Огуза Аккуша (тур. Oğuz Akkuş), полковника Еркана Агіна (тур. Erkan Ağın) і майора Догана Уйсала (тур. Doğan Uysal); ця інформація поки не підтверджена
Після невдачи перевороту місце знаходження Кьосе не встановлено.